# Абу Саид Бахадур-хан
Ала ад-Дунйа ва-д-Дин Абу Са’ид Бахадур-хан (2 июня 1305 — 30 ноября 1335) — ильхан государства Хулагуидов (1316—1335), преемник своего отца Олджейту. В течение первых десяти лет его царствования (до 1327 г.) страной правил временщик, могущественный эмир Чобан из монгольского племени сулдуз.

## Царствование под опекой
Абу Са’ид стал наследником отца после смерти старшего брата Сулейман-шаха. В апреле-мае 1314 года он был назначен наместником Хорасана и Мазандерана под опекой эмира Севинджа ибн Шиши, а после известия о смерти Олджейту (16 декабря 1316 года) возвращён Севинджем в столицу, Сольтание, куда прибыл не ранее весны 1317 года. Через некоторое время он торжественно вступил на престол; в точной дате источники расходятся: апрель-май (Хамдаллах Мостоуфи), 16 августа (Шабанкараи) или 5 июля (Махмуд Амоли). Промедление в возведении Абу Са’ида на престол, вероятно, отчасти связано с замыслами эмира Севинджа, желавшего сместить с высокого поста улусного эмира (амир-е улус) Чобана. Положение Чобана, как настоящего правителя страны при двенадцатилетнем ильхане, упрочилось после смерти Севинджа в январе 1318 года.
С именем Севинджа слухи связывали беспорядки в Хорасане, последовавшие за отъездом ильхана. Оставленный управлять провинцией эмир Ясавул был убит по подстрекательству подчинённого ему Бегтута и чагатайского царевича Ясавура Никудари, бежавшего из Средней Азии и получившего владения к югу от Амударьи. Сначала Бегтут и Ясавур заявляли о своей лояльности ильхану, но затем подняли открытый мятеж и вторглись в Мазандеран. Сопротивление в их тылу местных правителей, в частности Гийас ад-Дина Курта, правителя Герата, вынудило восставших ограничить свои действия Хорасаном. Ко времени прибытия весной 1319 г. ильханской армии под командованием Амира Хусейна (отца первого джалаиридского правителя Шейха Хасана Бузурга) восстание практически потерпело крах. В следующем году Ясавур был убит своими чагатаидскими родичами.
Крупным событием первых лет ильханства Абу Са’ида было низвержение Рашид ад-Дина, бывшего визирем с 1298 года, а со времени Олджейту делившего этот пост с Тадж ад-Дином Али-шахом. Престарелый Рашид ад-Дин, став жертвой интриг своего сослуживца, был отстранён от должности, усилиями Чобана предан суду по обвинению в отравлении Олджейту и казнён 18 июля 1318 года. Финансы государства в везират Тадж ад-Дина Али-шаха пришли в расстройство, а положительные результаты реформ Газан-хана, частично устранивших произвол чиновников и кочевой знати, были сведены на нет. К злоупотреблениям власть предержащих добавились постигшие страну в 1318—1320 годах стихийные бедствия — засуха, налёт саранчи и сильный град, которые привели к голоду и совершенно обездолили оседлых крестьян.
Вторжение в начале 1319 года в район Дербента войск золотоордынского Узбек-хана привело к восстанию среди эмиров. После отхода врага Чобан, недовольный действиями своих военачальников, подверг одного из них, эмира Курумиши, наказанию ударами палок. В ответ тот поднял в Грузии мятеж, убив нескольких чиновников улусного эмира. Поддержанный кераитом Иринчином (Иренджином), которого Чобан в своё время сместил с поста правителя Диярбакыра, Курумиши двинулся на Сольтание. 20 июня в ожесточённом бою на реке Зенджан-руд неподалёку от Миане бунтовщики были разгромлены армией во главе с самим ильханом. Абу Са’ид, проявивший в сражении личную храбрость, получил титул бахадур («герой»), а также султан аль-адиль («справедливый султан»). Курумиши и Иринчин с их соратниками были захвачены в плен и жестоко казнены в Сольтание.
По сообщению египетского летописца Муфаддаля, Абу Са’ид, желая освободиться от опеки Чобана, был сначала готов поддержать выступление Курумиши. После его подавления, Чобан взял в жёны сестру Абу Са’ида Сати-бек, и вскоре государство было фактически разделено между членами семьи эмира. Сыновья Чобана стали наместниками провинций: Тимурташ (Демир-Таш) — Анатолии (Рума); Махмуд — Грузии; Хасан, после смерти Амира Хусейна в 1322 г., — Хорасана; Талыш, сын Хасана, — Кермана и Фарса. Димишк-ходжа правил в Азербайджане и обоих Ираках, а также осуществлял функции визиря. Рукн ад-Дин Са’ин, получивший эту должность после смерти Али-шаха (1324) и краткого везирата его сыновей, являлся визирем лишь номинально. Положение семьи не поколебала даже попытка отложиться от центрального правительства Тимурташа (1322), который начал чеканить монету и оглашать хутбу со своим именем. Он объявил себя махди (мессией) и призывал мамлюков начать вместе с ним поход для завоевания Ирана. Чобан сам выступил против сына, который был доставлен ко двору, но лишь для того, чтобы получить помилование ильхана и восстановление в правах.

## Самостоятельное правление
Абу Са’ид, достигший совершеннолетия, стал тяготиться опекой Чобана и его сыновей. Димишк-ходжа бесчинствовал в Тебризе, творя насилие над жителями, а над ильханом открыто смеялся. Когда ему сообщали: «Абу Са’ид ничего не имеет на своём обеденном столе», Димишк-ходжа отвечал, что тому достаточно ежедневно двух куриц. Последней каплей, переполнившей терпение ильхана, стало известие, что Димишк-ходжа посещает царский гарем. 27 августа 1327 года Абу Са’ид предал его смерти в Сольтание и отдал приказ об уничтожении всей семьи.
Чобан находившийся в Хорасане, двинулся на запад. Он остановился со своей армией к юго-востоку от Рея, в дне пути от лагеря ильхана, выступившего ему навстречу. Ночью бо́льшая часть эмиров с тридцатью тысячами войска перешла к Абу Са’иду, и Чобану оставалось только бежать. Из Саве он отправил свою жену Сати-бек назад к её брату, а сам нашёл убежище у своего друга Гийас ад-Дина Курта, правителя Герата. Но тот, получив приказ Абу Са’ида, вынужден был казнить Чобана и отправить палец его руки в качестве доказательства смерти. Тимурташ, узнав о смерти отца, бежал из Кайсери через Караман в земли, подвластные мамлюкскому султану, который предложил ему убежище. Беглец был сначала с большой честью принят в Каире, но затем заключён под стражу и казнён 22 августа 1328 года.
После смерти Димишк-ходжи пост визиря был доверен сыну казнённого Рашид ад-Дина Гийас ад-Дину, который в дальнейшем стремился проводить политику в духе реформ Газан-хана. Должность улусного эмира была отдана Шейху Хасану (будущему основателю династии Джалаиридов), видимо, в качестве компенсации за потерю жены Багдад-хатун, дочери Чобана. Абу Са’ид, давно добивавшийся Багдад-хатун, вынудил мужа развестись с ней. Три года спустя Шейх Хасан и его бывшая жена были обвинены в заговоре, имевшем целью убийство ильхана. Шейх Хасан был сослан в крепость Камах на Евфрате, но в 1333 году освобождён и поставлен наместником Рума. Последним крупным восстанием, случившимся после падения Чобана, было выступление наместника Хорасана Нарин-Тагая. Он и его сообщник Таш-Темур были казнены в сентябре 1329 года.

## Внешняя политика
Внешняя политика в период царствования Абу Са’ида заметно отличалась от политики его предшественников. Отношения с Делийским султанатом, напряжённые ещё в правление Олджейту, при его сыне приняли дружественный характер и стали более частыми. Абу Са’ид по меньшей мере с 1328 года и до конца правления обменивался с султаном Мухаммедом Туглаком дорогими подарками. Однако попытки Мухаммеда подвигнуть ильхана к совместным действиям против общего врага, Чагатаидов, не увенчались успехом, несмотря на то, что отношения Абу Са’ида с ними неуклонно ухудшались. Помощь Чагатаидов в борьбе с мятежным Ясавуром (1320), сменилась их вторжениями в Хорасан в 1322 и, вероятно, 1328 годах. В 1326 году хулагуидская армия под командованием Хасана, сына Чобана, изгнала чагатаида Тармаширина из района Газны, но лишь на время, поскольку Ибн Баттута семью годами позже застал город занятым представителями Тармаширина.
Большее значение имело сближение с мамлюкскими султанами Египта. После вторжения мамлюков в вассальную Хулагуидам Киликийскую Армению (1320), ильхан, стремясь прекратить шестидесятилетнюю войну, подписал с султаном ан-Насиром Мухаммедом мирный договор в Алеппо (1323). Ан-Насир Мухаммед, верный договору, не только не принял предложение Узбек-хана о совместных военных действиях против Ирана, но и известил о своих переговорах с ним Чобана. Другим положительным результатом договора впоследствии стала казнь мамлюками бежавшего в Египет Тимурташа, врага ильхана. Подписывая соглашение, правители несомненно заботились и об экономических выгодах, проистекавших от мира на сирийской границе.
С Золотой Ордой, другим традиционным врагом Хулагуидов, отношения оставались столь же враждебными как и прежде. После вторжения 1319 года и поражения от Абу Са’ида и Чобана на Куре, Узбек-хан продолжал беспокоить ильхана при первой возможности. Если верить поздним мамлюкским авторам, он состоял в переписке с Ясавуром и сделал неудачную попытку оказать помощь Курумиши и Иринчину. В 1320 году Абу Са’ид был вынужден послать войска, чтобы изгнать из Грузии Газана, брата Узбек-хана. При следующем вторжении золотоордынской армии в 1325 году Чобан совершил ответный набег через Дербентские ворота и опустошил вражескую территорию до Терека. В самом конце правления Абу Са’ида Узбек-хан снова предпринял наступление на Кавказе, и ильхан провёл последние дни жизни в походе.

## Личность. Религиозная политика
[Клянусь] чистой сутью божества, давшего мне шахство, 

Если ты присмотришься к радости и грусти мира, то увидишь, что это ветер.

Во-вторых, паства ислама дала мне кусок хлеба.

Которому радуется чистая душа правоверных.

Приди к Египту моего сердца, чтобы увидеть Дамаск моей души,

Желание моего сердца парит в воздухе Багдада.
Ибн Баттута, видевший юного Абу Са’ида в Багдаде, называет его «наиболее прекрасным из Божьих творений». Ибн Тагриберди он описан как «храбрый и блистательный князь величественного вида, великодушный и остроумный». Похоже, что ильхан имел высокую репутацию среди современников, которыми описан как культурный правитель, одинаково хорошо владевший как монгольским, так и арабским письмом. Он достиг мастерства как музыкант, а кроме того, единственный из ильханов, слагал на персидском стихи, один из которых, написанный в форме дубейти, приводит аль-Ахари в Тарих-и шейх Увейс. Абу Са’ид, согласно тому же автору, с удовольствием проводил время в беседах с учёными улемами. В противоположность шиитским симпатиями Олджейту он был приверженцем ортодоксального ислама, и на монетах снова появились имена четырёх праведных халифов.
Отношение ильхана к христианству трудно оценить однозначно. С одной стороны, он, по сообщению Сафади, уничтожил церкви в Багдаде и активно поощрял обращение в ислам. С другой стороны, начало его правления ознаменовано созданием папой Иоанном XXII архиепископства Сольтание (1318), и западные монахи-путешественники, такие как Журден де Северак, не приводят свидетельств, что ильхан препятствовал миссионерской деятельности. В основе религиозной терпимости в некоторых случаях могли лежать экономические мотивы. Например, при заключении в 1320 г. коммерческого договора с Венецией европейцам была гарантирована возможность строить свои молельни в персидских городах.

## Смерть. Итоги правления
Абу Са’ид скончался 30 ноября 1335 года в Карабахе во время похода против золотоордынского Узбек-хана, вторгшегося на Кавказ. Сообщается, что он был отравлен Багдад-хатун, которой в последнее время пренебрегал, увлёкшись её племянницей Делшад-хатун, дочерью Димишк-ходжи. У Багдад-хатун, однако, были и более веские причины ненавидеть ильхана: он уничтожил её отца и братьев, разлучил с мужем.
После смерти Абу Са’ида, не оставившего наследника, начался распад государства. Марионеточные ильханы возводились на престол соперниками Хасанами, прозванными Большим и Малым, — основателями новых династий Джалаиридов и Чобанидов.